# Isthme Carlos Ameghino
 (mars 2023).
Si vous disposez d'ouvrages ou d'articles de référence ou si vous connaissez des sites web de qualité traitant du thème abordé ici, merci de compléter l'article en donnant les références utiles à sa vérifiabilité et en les liant à la section « Notes et références ».
L’isthme Carlos Ameghino est un isthme d'environ 5 kilomètres reliant la péninsule Valdés à l'Argentine continentale, dans la province de Chubut, en Argentine. Le golfe de San José et le golfe Nuevo se trouvent de chacun de ses côtés.
Il est nommé d'après l'explorateur et paléontologue argentin Carlos Ameghino, frère de Florentino Ameghino.